# Golpellás (Calvos de Randín)
Golpellás (llamada oficialmente San Xoán de Golpellás) es una parroquia y un lugar español del municipio de Calvos de Randín, en la provincia de Orense, Galicia.

## Toponimia
La parroquia también es conocida por el nombre de San Juan de Golpellás.

## Organización territorial
La parroquia está formada por una entidad de población:
- Golpellás

## Demografía
Gráfica demográfica del lugar y parroquia de Golpellás según el INE español:
| Gráfica de evolución demográfica de Golpellás entre 2000 y 2022 |
|                                                                 |
| Datos según el nomenclátor publicado por el INE.                |